# 1型糖尿病
1型糖尿病（Type 1 diabetes或Type 1 diabetes mellitus，简称T1D或T1DM，中國大陸稱1型糖尿病），旧称幼年糖尿病或胰岛素依赖型糖尿病，是自體免疫性疾病的其中一种类型。患者的免疫系统破壞了製造胰島素的細胞（胰島B細胞）。胰島素是讓細胞利用血糖產生能量及調節血糖水平的激素。上述免疫反應令患者血糖水平過高，典型症状包括：多尿、口渴、易饿以及体重下降；其他症狀包括視力模糊、疲憊、癒合不良。典型症狀的發展期一般較短。
1型糖尿病目前成因不明，不過可能是遺傳和環境因子的共同作用所致。風險因子包括家族病患史。根本機制是負責產生胰島素的胰島B細胞遭自體免疫反應破壞。糖尿病可通过測試血糖或糖化血紅蛋白的水平來診斷。1型糖尿病跟2型糖尿病可以由自身抗體檢測區分。
尚未有方法阻止1型糖尿病發生。患者需接受胰岛素治疗才能存活。胰島素療法通常是以皮下注射的方式施行，但也可以透過胰島素泵輸送胰島素給身體。糖尿病患者的飲食和運動是病情管理的重要部分。未經妥善控制的糖尿病可引起多種併發症，急性併發症包括糖尿病酮症酸中毒和高渗性高血糖状态；長期併發症包括心臟病、中風、腎衰竭、糖尿病足潰瘍和糖尿病視網膜病變。此外，併發症可由施打過多胰島素所導致的低血糖引起。
1型糖尿病佔所有糖尿病病例的5％-10％。全球的1型糖尿病患總人數不明；但據估計，每年大約有8萬名兒童患上1型糖尿病。美國國內受影響的人數估計在100萬至300萬之間。新發病例的情況因國家和地區而異：最低年發病率的國家為日本和中國，每10萬人中有1名新病例；最高年發病率為芬蘭，每10萬人中有57名新病例。美國和其他北歐國家每年每10萬人中有介乎8-17名之間的新病例。它一般於兒童和青壯年開始發病。

## 症状

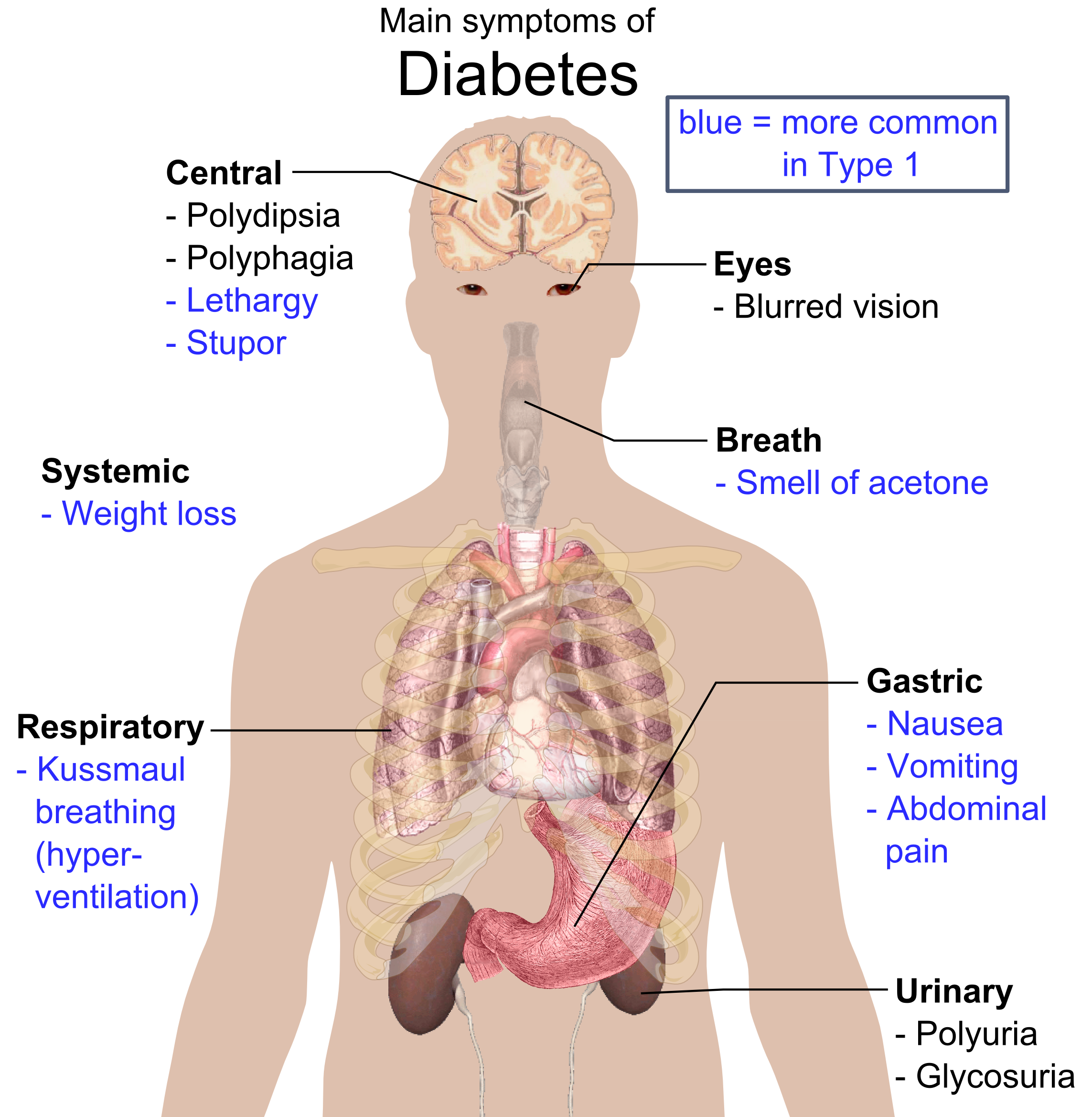
糖尿病常見症狀一覽

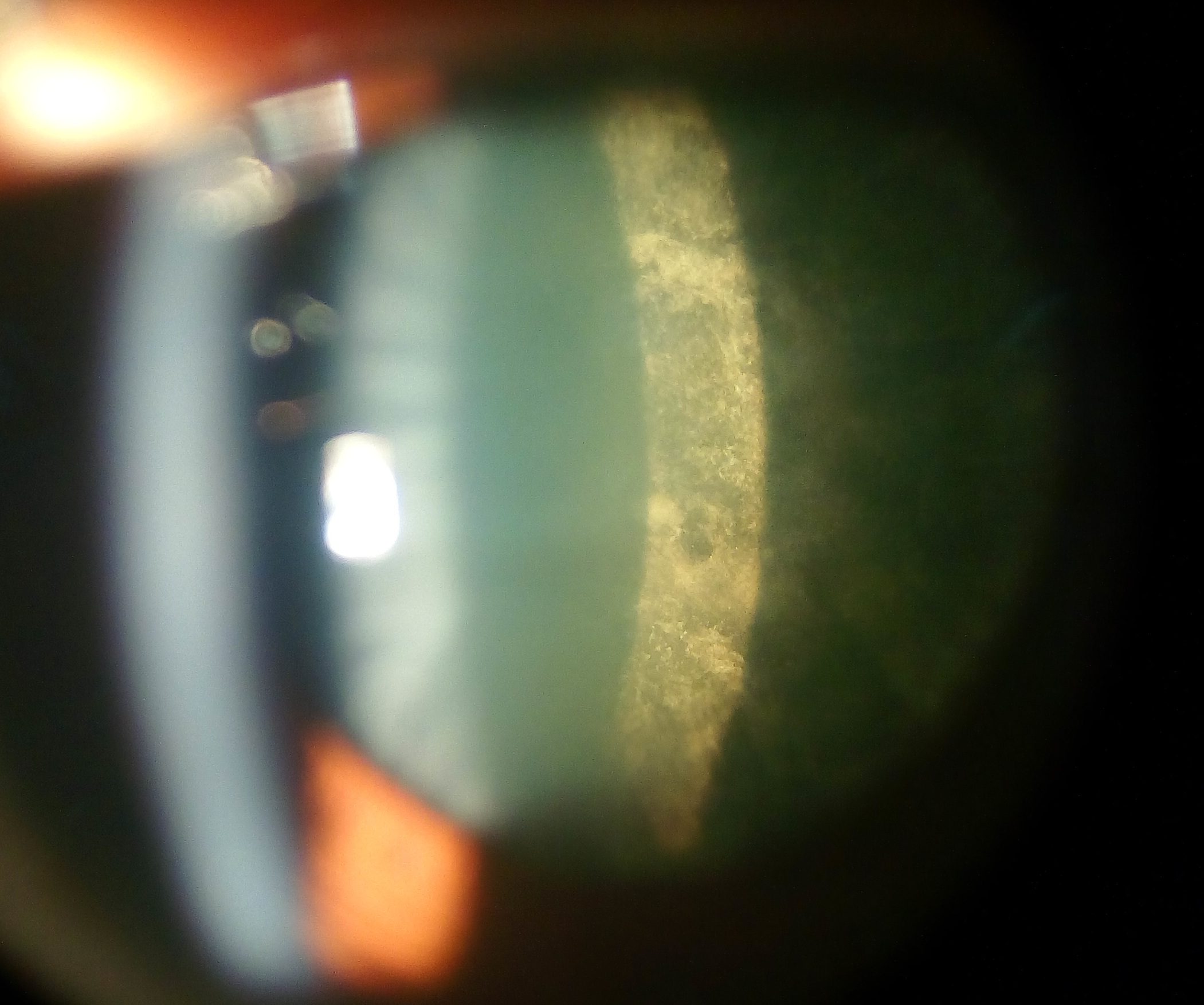
囊下白内障是1型糖尿病患者當中較為罕見的症狀

典型的1型糖尿病发病症状包括俗称“三多一少”的症状：多饮、多尿、多食和體重減少（消瘦）；以及口乾、乏力。
許多1型糖尿病患者在出現糖尿病酮症酸中毒時被確診，糖尿病酮症酸中毒的症狀包括皮膚乾燥、呼吸深快、嗜睡、腹痛、嘔吐。
1型糖尿病患者中約有12％患上抑鬱症。
此外約有6％的1型糖尿病患者同时患有乳糜泻，但绝大多數沒有消化上的症狀，或只是錯誤地把症狀歸因於糖尿病的控制不佳、糖尿病神經病變，以及胃輕癱。大多數患者在糖尿病發病後才会另外診斷出其患有乳糜瀉。伴發乳糜泻的1型糖尿病患者有較大机会患上像視網膜病變般的併發症，其死亡率亦会提高，这可由遺傳因子重疊、由未经治療的腹腔疾病所引起的炎症，以及營養缺乏來解釋，即使確診1型糖尿病的时间先於乳糜泻。
一些1型糖尿病患者的血糖儘管欠缺特別的原因，但仍會發生很大的波動。此一情況通常遭稱為「不稳定性糖尿病」（unstable diabetes）以及「脆性糖尿病」（brittle diabetes），儘管此一概念已經不再使用。血糖波動最終所導致的後果是有時血糖水平過高（可能伴發糖尿病酮症酸中毒），有時則嚴重地過低。
1型糖尿病還跟圓禿有關。患者的家屬有較大機會出現圓禿的情況。

## 病因
1型糖尿病目前成因仍是不明，但研究者已提出了許多解釋性理論，起因可能是以下当中的一個或多個：遺傳易感性、一個誘發因子、接觸特定抗原。

### 遺傳因子
1型糖尿病是一種與多基因有關的疾病，如果父親患有1型糖尿病，其兒女約有5％的机会患上1型糖尿病；如果兄弟姐妹患有1型糖尿病，約有8％；如果母親患有1型糖尿病，約有3％。若同卵雙生的雙胞胎其中之一患上1型糖尿病，另一个約有40％的机会在其一生中同样患上1型糖尿病。一些研究估計它的遗传度介乎80-86%之間。
超過50個基因與1型糖尿病相關，取決於基因座或其組合，可以是顯性、隱性或介於兩者之間。最與一型糖尿病相關的基因是位於第6號染色體的MHC II人類白血球抗原基因座HLA-DQB1，該變種基因座增加了組織相容性下降的風險。這些變種基因還包括常見於歐洲血統的北美人和歐洲人的DRB1 0401、 DRB1 0402、DRB1 0405、 DQA 0301、 DQB1 0302 、DQB1 0201。一些變種基因亦能減低患病風險。

### 環境因子
環境因子可影響某人会否患上1型糖尿病，同卵雙胞胎中其中有一個1型糖尿病，另一個雙胞胎患上它的机率為30％-50％。因此，對於50％-70％只有其中一個患上1型糖尿病的同卵雙胞胎而言，他們儘管擁有完全相同的基因組，但對方不會患上有1型糖尿病；這表示除了遺傳因子，環境因子也会影響患病率。其他與環境影響有关的跡象还包括生活在歐洲不同區域的白種人的1型糖尿病發病率相差達10倍。研究者目前仍在研究可能的環境誘發和預防因子，包括麥膠蛋白、斷奶的時間、腸道微生物群，以及病毒感染。

#### 化学品及药物
一些化學品和藥物会选择性损害胰腺細胞，比如灭鼠优，其是一種在1976年引入美國的殺鼠劑，且会选择性损害胰腺β細胞，導致1型糖尿病。灭鼠优在1979年退出美國市場，同時美国国家环境保护局亦不再批准人們在美國使用它。
抗腫瘤劑链脲佐菌素同樣会选择性损害胰島β細胞，它用於诱使研究用的囓齒動物患上1型糖尿病，以及用於治療手術无效的轉移性胰島細胞瘤。一种用于治疗肺炎的药物Pentamindine都有可能导致1型糖尿病。还有另外一些化学品被证实可导致动物的糖尿病，但科学家还不知道在人类身上是否有同样的效果。

## 病理機制
1型糖尿病的病理機制是胰腺中的β細胞被破壞，不論是哪种的風險因子或致病物導致。每个风險因子可能有不同的病理過程，造成β細胞的破壞。不過，發病的共同機制是免疫系統對β細胞有免疫反應。這與CD4+輔助性T細胞、CD8+ T細胞、產生抗體的B細胞，以及先天免疫系統的激活有关。
胰島素治療開始後患者的內源胰島素水平可能會暫時性地提高，這遭認定为免疫功能的改變所引起的。這現象一般稱為「蜜月期」。

## 诊断
| 条件         | 餐后两小时血糖  | 空腹血糖                   | HbA1c   |
| ------------ | --------------- | -------------------------- | ------- |
|              | mmol/l（mg/dl） | mmol/l（mg/dl）            | %       |
| 正常         | <7.8（<140）    | <6.1（<100）               | <5.7    |
| 空腹血糖障碍 | <7.8（<140）    | ≥6.1（≥100）& <7.0（<126） | 5.7–6.4 |
| 糖耐量受损   | ≥7.8（≥140）    | <7.0（<126）               | 5.7–6.4 |
| 糖尿病       | ≥11.1（≥200）   | ≥7.0（≥126）               | ≥6.5    |

现行的糖尿病诊断标准为国际糖尿病联合会（IDF）2006年提出的标准，而根据美国糖尿病协会（ADA）2010年的推荐标准，以下满足以下任何一条即可诊断为糖尿病。后者与前者的区别仅为增加了“糖化血红蛋白（HbA1C） 在6.5或以上”这一条：
1. 空腹血浆血糖在7.0毫摩尔/升 (126 毫克/分升)或以上；
2. 在口服糖耐量试验中，口服75克葡萄糖2小时后，血浆血糖在11.1毫摩尔/升 (200 毫克/分升)或以上；
3. 有高血糖症状，并且随机血浆血糖在11.1毫摩尔/升 (200 毫克/分升)或以上；
4. 糖化血红蛋白（HbA1C） 在48毫摩爾/摩爾（6.5）或以上。（美國糖尿病協會在2010年推薦此一診斷標準，但尚未得到世衛的認可[45]。）

大約四分之一的新發1型糖尿病个案被診斷時已發展出一定程度的糖尿病酮症酸中毒（這是由高濃度酮體引起的代謝性酸中毒，由分解脂肪酸和脫氨作用導致）。其他類型的糖尿病診斷一般是以其他方式作出。包括常规健康檢查、在作其他醫療檢查時發現高血糖、出現繼發症狀，如視力變化或不明原因的疲勞。患者的其他健康問題可由糖尿病引起的，如心臟病發作、中風、神經病變、傷口癒合不良或足部潰瘍、眼底問題、真菌感染、分娩出会出現低血糖的嬰兒或巨嬰。
大多數醫生更願意測量空腹血糖水平，因為易於測量和正式糖耐量試驗需大量時間，正式糖耐量試驗需要兩個小時才能完成，並與禁食試驗比較，正式糖耐量試驗沒有提供任何預後優勢。根據當前定義，兩個空腹血糖測量高於126毫克/分升（7.0毫摩爾/升）被認為是糖尿病的診斷基準。
判断是1型还是2型糖尿病还需要做口服糖耐量试验（OGTT），测定血糖、C肽（C-Peptide）以及胰岛素分泌等项目。

### 自身抗體
現有證據證实在任何高血糖症狀發生以前，檢測血液中與糖尿病相關的自身抗体就能準確預測某人会否患上1型糖尿病，可檢測的項目包括胰島細胞抗體、胰島素抗體、血穀氨酸脫羧酶抗體、胰岛素瘤相关2型抗体、鋅轉運蛋白抗体。儘管1型糖尿病的診斷可以根據相关定義，在出現臨床症狀和/或體徵時進行，但是一旦出現了自身抗體，即可稱為「潛伏性自體免疫性糖尿病」。儘管不是每個擁有相关抗體的人都会患上1型糖尿病，但風險会隨著抗體類型的多樣化而增加。若擁有3-4種不同類型的抗體，患上1型糖尿病的風險則有60％-100％。对於嬰幼兒而言，抗體的出現到可臨床診斷為患有糖尿病的間隔可能只有幾個月，但也有些情況可長達1年，甚至10年。胰島細胞抗體可通過常規免疫螢光檢查來测定，其餘抗體則可以以放射结合检测法來测定。

## 预防
1型糖尿病是一种自体免疫性疾病，故此目前尚无有效预防措施。一些研究人員認為在隐匿性自體免疫性階段之时，亦即β細胞遭到破壞之前，其可透过一些措施來預防。

### 免疫抑制藥物
一种免疫抑制劑環孢素A能在降低胰島素使用的基礎上，明顯地停止β細胞的破壞，但其会引起的腎臟毒性反應，以及其他的副作用，都使得其高度不適合於長期使用。
研究者提出了一些證據表明，像Teplizumab、Otelixizumab般的抗CD3抗體，能使新診斷的1型糖尿病患者的胰島素恢復產生（如持續由C肽產生）。這種效應的可能機制遭認為是抑制免疫系統的活化和增加保护性T细胞的数量所致，这能維持免疫系統的平衡。不過效果的持續時間仍是未知。2011年的第三階段研究顯示，otelixizumab和teplizumab均未能表現出臨床療效，這可能是藥物劑量不足導致。
已有證據顯示抑制B細胞的抗CD20抗体利妥昔單抗，能在確診1型糖尿病三個月的患者中引起C-肽的反應，但还没有研究指出其長期影響。

### 飲食
一些研究表明母乳喂養能減少嬰兒在以後患上1型糖尿病的生活風險。儘管研究者正在研究其他與營養有关的風險因素，但始終沒有發現確鑿的證據。在孩子生命的第一年每天給予2000國際單位的維生素D能使1型糖尿病的風險降低，但因果關係較为模糊。
針對擁有β細胞蛋白質抗體但沒有患上糖尿病的兒童，利用煙酰胺（維生素B3）治療，在7年的時間跨度內，與一般人比較，只有不到一半的糖尿病發病率，並且相對於那些含上述抗體但沒有接受煙酰胺治療的人的發病率更低。
伴發未確診的乳糜瀉的1型糖尿病患者的血糖控制較差，且較易發生視網膜病變和糖尿病腎病。嚴格執行無麩質飲食能改善這類患者的糖尿病症狀，且可能有利於減低出現長期併發症的機會。然而同時對這兩種疾病實施飲食管理是具有挑戰性的，伴發乳糜瀉的1型糖尿病患者飲食依從性較差。

## 治疗和管理
可以通过科学合理的方法，使绝大多数1型糖尿病患者过上正常的生活，保证他们和其他人有同等的生活质量和寿命。糖尿病的综合防治必须以健康教育、生活方式改变、心态调整为前提；以饮食、运动、药物等综合治疗手段为原则；同时，必须调动患者本人和家属，方能取得满意的效果。
一般情況下，營養師、護理教育家、眼科醫師、內分泌醫師和足科醫師會共同協助患者管理病情。

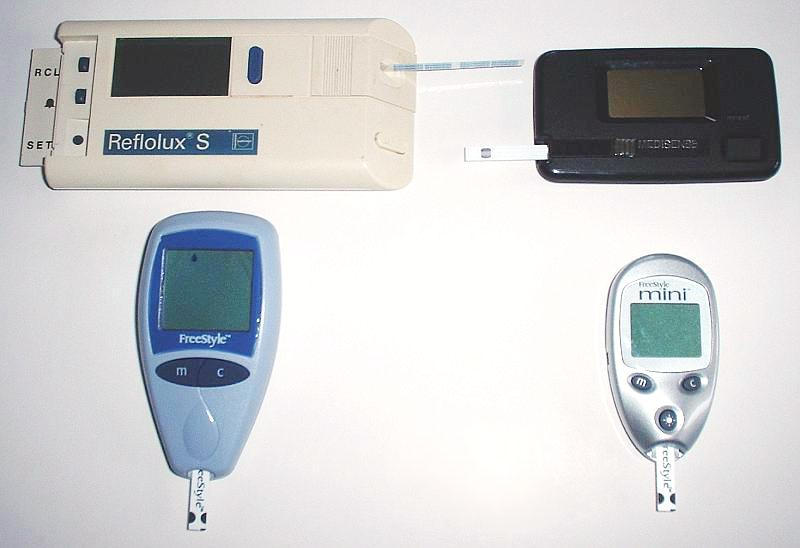
从1993年至2005年生产的四代血糖仪

### 生活方式
只有很少證據證明低碳水化合物飲食在1型糖尿病患者中是有效的。雖然對於某些患者而言，在結合胰島素治療之下，遵循低碳水化合物治療方案是可行的，但這很難長久地實行，且這樣可能會對健康造成不良影響。一般不會建議1型糖尿病患者遵循標準化的飲食計劃，反之會建議其遵循贴身制定的計劃。
有專人会為兒童指導，如何在沒有父母的幫助下注射及何時使用胰島素。由於心理壓力可能對病情有負面影響，因此美國糖尿病協會提出了一些抒緩壓力的措施，包括參與體育運動、培養一個新的愛好、參加慈善機構。

### 胰岛素
無論是通過皮下注射或胰島素泵注射胰島素，對1型糖尿病患者而言都是必需的，因為它不能單獨以飲食和運動管理的方式治療。
未經治療的1型糖尿病可導致糖尿病酮症酸中毒，它是糖尿病昏迷的一种，如果不對其進行治療，可以致死。糖尿病酮症酸中毒可引起腦水腫（液體積聚於大腦中），腦水腫会危及性命。跟成年人相比，患上腦水腫的儿童有更高的健康風險，酮症酸中毒是儿童糖尿病患者最常見的死亡原因。
糖尿病的治療集中於降低血糖至接近正常範圍，为約80-140毫克/分升（4.4-7.8毫摩爾/升）。保持正常血糖水平的最終目標是避免神經系統的長期病變（如周圍神經病變導致的疼痛和/或四肢感覺喪失）和心血管病變（如心臟病、視力下降）。這些病變可通過糖化血色素少於7.5％的目標來使其發生機會得以控制。
胰岛素主要有四種類型：速效胰島素、短效胰島素、中效胰島素、長效胰島素。速效胰島素是一种迅速發揮作用的藥物，開始作用時間為注射後15分鐘，並於30-90分鐘達至高峰；短效胰島素的開始作用時間為注射後30分鐘，並於2-4小時達至高峰；中效胰島素的開始作用時間為注射後1-2小時，並於4-10小時達至高峰；長效胰島素一般每天只需注射一次，開始作用時間為注射後1-2小時，並沒有高峰時段，於24小時內提供一个相對恆定的濃度。現在最常見的胰島素是通過基因工程製造出來的合成人胰島素；以前，則使用牛或豬胰島素，有時甚至使用魚的胰島素。
1型糖尿病者一般需要接受胰岛素治療，但過多的胰岛素会導致患者出現低血糖的情況，即血糖低於70毫克/分升（3.9毫摩爾/升）。低血糖症是一項在糖尿病患者中相当普遍的現象，通常是由胰島素、食物和體力活動失衡所致，症狀包括出汗、飢餓、昏厥、疲勞、頭暈和顫抖。輕度的低血糖可通過進食高糖食物來自療；嚴重的低血糖則會導致患者昏迷，需以接受靜脈葡萄糖或胰高血糖素注射的方式來治療。
截至2016年，人工胰臟仍需待更多研究去證明其安全性。在2018年人工胰臟被研究者認為是相對安全的技術。

### 胰臟移植
在某些情況下，移植胰臟可以恢復血糖調節的功能。然而，外科手術及伴隨的免疫抑制可能比持續的胰島素療法更危險，所以一般只在腎移植後一段時間內施行。其中一個原因是，移植一個新的腎臟需要服用像環孢菌素般的免疫抑制劑。但是單獨移植胰臟對於血糖控制非常不穩定的1型糖尿病患者而言是有好處的。

### 胰島細胞移植
胰島細胞移植對某些未能以胰島素把血糖控制得很好的1型糖尿病患者而言可能是一个不錯的選擇。胰島細胞移植的困難包括找到一個合適的捐助者、獲得一个新的胰島用以生存，以及免疫抑制劑的副作用。自2010年成功率（3年不需要额外使用胰島素）为44％。

## 併發症
血糖控制不佳的1型糖尿病患者可能出現的併發症包括心血管疾病、糖尿病神經病變和糖尿病視網膜病變等等，然而，心血管疾病以及神經病變可能同時具有自體免疫基礎。與患有1型糖尿病的男性相比，患有1型糖尿病的女性有高40％的死亡風險。患有1型糖尿病的男性和女性預期壽命分別減少11年和14年。

### 尿路感染
糖尿病人的尿路感染率會較一般人高。其原因是由於糖尿病腎病的影響，膀胱功能障礙在糖尿病患者中比非糖尿病患者更常見。當患上腎病時，会令膀胱的感覺降低，導致尿路感染的高危因素：膀胱的殘餘尿液增加
。

### 性功能障礙
糖尿病的性功能障礙通常是生理因素導致，如神經受損和/或血液循環不良；亦有可能是心理因素導致，如壓力和/或疾病的控制需要所引起的抑鬱症。

#### 男性
患上糖尿病的男性最常見的性問題是勃起和射精的問題：「隨著糖尿病的發展，供應陰莖勃起組織的血管可能会硬化和變得狹窄，阻礙維持勃起的硬度所需的血液供應，血糖控制不佳所造成的神經損害，也會導致精液逆行射入膀胱，而不是從尿道射出，此稱為逆行射精。發生這種情況時，精液会被尿液帶離身體。」勃起功能障礙的另一原因是因疾病而產生的活性氧，這種情况可以用抗氧化劑治療。

#### 女性
雖然糖尿病與女性性功能障礙的相關性比男性性功能障礙的相關性的資料較少，但有研究顯示女性糖尿病患者的性問題顯著盛行。常見的問題包括生殖器的感覺減少、陰道乾燥、無法達到高潮、性交疼痛、性慾降低。在某些情況下，糖尿病会降低女性的雌激素水平，這可能會影響陰道潤滑。
糖尿病人可服用口服避孕藥。但避孕藥有可能会導致血糖失調。不過，這通常可以通過改變胰岛素或避孕藥的劑量來回復正常。正如任何藥物，應考慮及監察其副作用，以預防嚴重的糖尿病併發症。
患有1型糖尿病的女性患上多囊卵巢綜合症（PCOS）的机会較正常女性高。其原因可能是卵巢暴露於高胰島素濃度中，因為患上1型糖尿病的女性可能会有較頻密的高血糖。

## 流行病學
據估計，1型糖尿病佔所有糖尿病个案5-10％，約佔全球人口的1100萬-2200萬。2006年，有44萬14歲以下的兒童受到1型糖尿病的影響，並是10歲以下的兒童患上糖尿病首要原因。1型糖尿病的發病率每年增加約3％。
每個國家的1型糖尿病發病率有很大的差異。在芬蘭，年發病率高達每10萬人中有57名新病例；在日本和中國，年發病率則为每10萬人中只有1名新病例；而在美國和其他北歐國家，年發病率为每10萬人中有介乎8-17名之間的新病例。
在2015年的美國，208000名20歲以下的青年人受到1型糖尿病影響。每年超過18,000名青少年被診斷為1型糖尿病。相對於非西班牙裔白人及亞裔人，拉美裔美國人和西班牙裔的美國黑人有較大的機率被診斷出患有糖尿病。每年大約有234051名美國人死於糖尿病或相關的併發症，其中69071起个案糖尿病是死亡的首要原因。
在澳大利亞，大約有一百萬澳大利亞人已被確診為1型糖尿病，確診為1型糖尿病的0-14歲兒童更排在世界第7冠。2000-2013期間內，澳大利亞有31895例新病例，2013年則有2,323例新病例，即澳大利亞每年10萬人中有10-13名新病例。原住民和托雷斯海峽島的島民較少受到影響。

## 歷史
在20世紀70年代，1型糖尿病被首次定義為自體免疫性疾病，該定義是基於患有其他自體免疫缺陷的糖尿病患者中發現自身抗體攻擊胰島的觀察。在80年代進行的研究顯示免疫抑制治療可減緩病程發展，進一步支持1型糖尿病是一種自體免疫性疾病的想法。早期会使用青少年糖尿病這个名稱的原因在於它一般在幼年首次確診。

## 社會與文化
1型糖尿病估計在美國造成105億美元的醫療費用（每糖尿病人每月875美元）和額外造成44億美元的間接成本。在美國，每年因糖尿病而花的費用達2450億美元。確診為糖尿病患者的人比沒有確診的人的醫療开支高2.3倍。保健費用中有十份之一花在糖尿病上。

## 研究
投入1型糖尿病的研究經費，源於政府、企業（如醫藥公司）和慈善組織。美國政府的資助是透過美國國立衛生研究院分發；英國則透過國家衛生研究院和醫學研究理事會分發。國際青少年糖尿病研究基金會（Juvenile Diabetes Research Foundation (JDRF)）是投入1型糖尿病研究的主要慈善机构。其他机構包括美國糖尿病協會、英国糖尿病协会、糖尿病研究和健康基金会（Diabetes Research and Wellness Foundation）、澳洲糖尿病協會、加拿大糖尿病協會。

### 幹細胞
多功能幹細胞可用於生成β細胞，但這些細胞沒有發揮像以前正常β細胞的作用。2014年，研究員利用更成熟的技術製造β細胞，並移植到小鼠，其釋放的胰島素響應血糖的升降。但這項技術應用於人類之前，需要更多關於安全性和有效性的證據。

### 病毒
一種理論認為，1型糖尿病是一種病毒觸發的自體免疫反應，其中免疫系統攻擊病毒感染的細胞的同时把胰腺β細胞一起攻擊。此理論認为，腸道病毒（特別是柯薩奇家族病毒）、巨細胞病毒、EB病毒、腮腺炎病毒、風疹病毒，和輪狀病毒跟1型糖尿病是有关係的，但是迄今為止還沒有嚴格的證據支持這種假設。一份於2011年發表的系統綜述和元分析顯示腸道病毒感染與1型糖尿病之間存有一些關係，但其他研究表明，腸道病毒感染不会觸發自體免疫反應，諸如柯薩奇家族病毒的腸道病毒更可預防1型糖尿病的發病和病程發展。

### 疫苗
治療或預防1型糖尿病的疫苗的原理為誘導胰島素或胰腺β細胞的免疫耐受。含有明礬和一種與1型糖尿病相關的自身抗原重組GAD65的疫苗，雖通過II期臨床試驗，但在2014年未能通过III期臨床試驗。截至2014年，其他疫苗如編碼胰島素元及胰島素肽片段的基因疫苗，全都在早期臨床開發階段。

### 飲食
數據顯示麥膠蛋白（麩質中所含的蛋白）可能在1型糖尿病的發展中扮演着一定角色，但具體機制尚未得到充分的研究及了解。麩質會引起肠黏膜通透性增加，繼使腸道的屏障功能部分喪失，这会引致部分促炎性物質進入血液中——这可能誘使部分具遺傳易感性的人士产生自體免疫反應，破壞負責產生胰島素的胰腺β細胞，導致其患上1型糖尿病。已有動物实驗證明在飲食中不再攝取含麸质的食品能預防1型糖尿病的發生，但關於人類的研究结果存有矛盾。

## 引用
1. 1 2 3 4 5 6 7  . NIDDK. August 2014  [2016-07-31]. （原始内容存档于2016-08-10）.
2. 1 2 3 4 5 6 7  . NIDDK. February 2014  [2016-07-31]. （原始内容存档于2016-08-16）.
3. ↑  . International Diabetes Federation. 2006-03-17  [2017-06-12]. （原始内容存档于2007-08-05）.
4. 1 2 3 4 5 6 7 8 9 10  . WHO. June 2016  [2016-07-31]. （原始内容存档于2013-08-26）.
5. 1 2 3 4 5 6 7 8 9 10 11 12  Chiang, J. L.; Kirkman, M. S.; Laffel, L. M. B.; Peters, A. L. . Diabetes Care. 2014-06-16, 37 (7): 2034–2054. doi:10.2337/dc14-1140.
6. 1 2 3 4  Elfström P, Sundström J, Ludvigsson JF. . Aliment Pharmacol Ther. 2014, 40 (10): 1123–32  [2017-03-05]. PMID 25270960. doi:10.1111/apt.12973. （原始内容存档于2016-08-22）.
7. 1 2  . NIDDK. May 2015  [2016-07-31]. （原始内容存档于2016-08-16）.
8. 1 2  Daneman D. . Lancet. 2006-03-11, 367 (9513): 847–58. PMID 16530579. doi:10.1016/S0140-6736(06)68341-4.
9. 1 2  Cooke DW, Plotnick L. . Pediatr Rev. November 2008, 29 (11): 374–84; quiz 385. PMID 18977856. doi:10.1542/pir.29-11-374.
10. ↑  . NIDDK. July 2016  [2016-07-31]. （原始内容存档于2016-08-16）.
11. ↑  . American Diabetes Association. American Diabetes Association.   [2014-10-26]. （原始内容存档于2020-12-02）.
12. ↑  . Diabetes UK.   [2015-03-25]. （原始内容存档于2013-09-26）.
13. ↑  . American Diabetes Association.   [2014-07-25]. （原始内容存档于2015-12-16）.
14. 1 2 3  Kasper, Dennis L; Braunwald, Eugene; Fauci, Anthony;  et al.  16th. New York: McGraw-Hill. 2005. ISBN 0-07-139140-1.
15. ↑  Uspal, NG; Schapiro, ES. . Pediatric emergency care. February 2011, 27 (2): 132–4. PMID 21293223.
16. ↑  .   [2016-05-15]. （原始内容存档于2013-06-23）.
17. ↑  Roy T, Lloyd CE. . J Affect Disord. 2012,. 142 Suppl: S8–21. PMID 23062861. doi:10.1016/S0165-0327(12)70004-6.
18. 1 2  See JA, Kaukinen K, Makharia GK, Gibson PR, Murray JA. . Nat Rev Gastroenterol Hepatol (Review). Oct 2015, 12 (10): 580–91. PMID 26392070. doi:10.1038/nrgastro.2015.156. Coeliac disease in T1DM is asymptomatic ...Clinical manifestations of coeliac disease, such as abdominal pain, gas, bloating, diarrhoea and weight loss can be present in patients with T1DM, but are often attributed to poor control of diabetes, gastroparesis or diabetic neuropathy
19. 1 2  . Merck.com. February 2017  [2016-06-11]. （原始内容存档于2010-11-14）.
20. ↑  Khan Mohammad Beigi, Pooya, , Alopecia Areata (Springer International Publishing), 2018: 39–54  [2018-07-06], ISBN 9783319721330, doi:10.1007/978-3-319-72134-7_8 （英语）
21. ↑  Khan Mohammad Beigi, Pooya, , Alopecia Areata (Springer International Publishing), 2018: 103–133  [2018-07-06], ISBN 9783319721330, doi:10.1007/978-3-319-72134-7_17 （英语）
22. 1 2 3 4 5 6  Knip M, Veijola R, Virtanen SM, Hyöty H, Vaarala O, Akerblom HK. . Diabetes. 2005, 54: S125–S136. PMID 16306330. doi:10.2337/diabetes.54.suppl_2.S125.
23. ↑  Pociot, F; Lernmark, Å. . Lancet (London, England). 2016-06-04, 387 (10035): 2331–9. PMID 27302272. doi:10.1016/s0140-6736(16)30582-7.
24. ↑  Owen, Katharine. . Oxford University Press. 2014: 690  [2019-04-19]. ISBN 9780199644438. （原始内容存档于2021-01-08） （英语）.
25. ↑  . IDDM Ncbi.nlm.nih.gov.   [2011-11-29]. （原始内容存档于2010-08-08）.
26. ↑  Narayan KM, Williams D, Gregg EW, Cowie CC. . Oxford University Press. 2010: 671  [2019-04-19]. ISBN 9780199749140. （原始内容存档于2021-01-08） （英语）.
27. ↑  Melmed S, Polonsky KS, Larsen PR, Kronenberg H. . Elsevier Health Sciences. 2015: 50  [2019-04-19]. ISBN 9780323297387. （原始内容存档于2021-01-08） （英语）.
28. ↑  Ionescu-Tîrgovişte, Constantin; Gagniuc, Paul Aurelian; Guja, Cristian. . PLOS ONE: e0137950.   [2016-05-17]. PMC 4574929 . PMID 26379145. doi:10.1371/journal.pone.0137950. （原始内容存档于2015-11-17）.
29. 1 2 3 4 5 6 7 8 9  Bluestone JA, Herold K, Eisenbarth G. . Nature. 2010, 464 (7293): 1293–1300. Bibcode:2010Natur.464.1293B. PMID 20432533. doi:10.1038/nature08933.
30. ↑  . Ncbi.nlm.nih.gov.   [2011-11-29]. （原始内容存档于2010-08-08）.
31. 1 2 3  Serena G, Camhi S, Sturgeon C, Yan S, Fasano A. . Nutrients. 2015, 7 (9): 7143–62. PMC 4586524 . PMID 26343710. doi:10.3390/nu7095329.
32. ↑  Bibbò, S; Dore, MP; Pes, GM; Delitala, G; Delitala, AP. . Annals of Medicine. February 2017, 49 (1): 11–22. PMID 27499366. doi:10.1080/07853890.2016.1222449.
33. 1 2  Rewers M, Ludvigsson J. . The Lancet (Review). 2016, 387 (10035): 2340–48. PMC 5571740 . PMID 27302273. doi:10.1016/S0140-6736(16)30507-4.
34. ↑  Thayer KA, Heindel JJ, Bucher JR, Gallo MA. . Environ Health Perspect (Review). Jun 2012, 120 (6): 779–89. PMC 3385443 . PMID 22296744. doi:10.1289/ehp.1104597.
35. ↑  . Pyriminil. U.S. National Library of Medicine.   [2017-03-05]. （原始内容存档于2013-07-04）.
36. ↑  Wu J, Yan LJ. . Diabetes Metab Syndr Obes (Review). Apr 2015, 8: 181–8. PMC 4396517 . PMID 25897251. doi:10.2147/DMSO.S82272.
37. ↑  Brentjens R, Saltz L. . Surg Clin North Am (Review). 2001, 81 (3): 527–42. PMID 11459269. doi:10.1016/S0039-6109(05)70141-9.
38. ↑  T.K. Jhaa and V.K. Sharmaa. . Transactions of the Royal Society of Tropical Medicine and Hygiene. 1984.
39. ↑  Chatzigeorgiou A, Harokopos V, Mylona-Karagianni C, Tsouvalas E, Aidinis V, Kamper EF. . Ann. Med. September 2010, 42 (6): 426–38. PMID 20568978. doi:10.3109/07853890.2010.495951.
40. 1 2  Aly H, Gottlieb P. . Current opinion in endocrinology, diabetes, and obesity. Aug 2009, 16 (4): 286–92. PMID 19506474. doi:10.1097/med.0b013e32832e0693.
41. ↑   (PDF). Geneva: World Health Organization. 2006: 21. ISBN 978-92-4-159493-6.
42. ↑  Vijan, Sandeep. . Annals of Internal Medicine. 2010-03-02, 152 (5): ITC3–1. ISSN 0003-4819. PMID 20194231. doi:10.7326/0003-4819-152-5-201003020-01003 （英语）.
43. ↑  American Diabetes Association. . Diabetes Care. 2010年1月,. 33(supplement 1): S11––S33.
44. ↑  World Health Organisation Department of Noncommunicable Disease Surveillance.  (PDF). 1999  [2016-06-03]. （原始内容存档 (PDF)于2015-05-28）.
45. ↑  . American Diabetes Association.   [2010-01-29]. （原始内容存档于2010-01-13）.
46. ↑  Saydah SH, Miret M, Sung J, Varas C, Gause D, Brancati FL. . Diabetes Care. August 2001, 24 (8): 1397–402. PMID 11473076. doi:10.2337/diacare.24.8.1397.
47. 1 2  . World Health Organization.   [2011-01-24]. （原始内容存档于2011-01-26）.
48. ↑  . Biospace.   [2011-11-29]. （原始内容存档于2011-09-29）.
49. ↑  . Macrogenics.com. 2010-10-20  [2011-11-29]. （原始内容存档于2012-01-22）.
50. ↑  Borch-Johnsen K, Joner G, Mandrup-Poulsen T, Christy M, Zachau-Christiansen B, Kastrup K, Nerup J. . Lancet. November 1984, 2 (8411): 1083–6. PMID 6150150. doi:10.1016/S0140-6736(84)91517-4.
51. ↑  Shehadeh N, Shamir R, Berant M, Etzioni A. . Pediatric Diabetes. 2001, 2 (4): 175–7. PMID 15016183. doi:10.1034/j.1399-5448.2001.20406.x.
52. ↑  Virtanen SM, Knip M. . The American Journal of Clinical Nutrition. December 2003, 78 (6): 1053–67  [2016-08-02]. PMID 14668264. （原始内容存档于2012-07-19）.
53. ↑  Hyppönen E, Läärä E, Reunanen A, Järvelin MR, Virtanen SM. . Lancet. November 2001, 358 (9292): 1500–3. PMID 11705562. doi:10.1016/S0140-6736(01)06580-1.
54. ↑  Elliott RB, Pilcher CC, Fergusson DM, Stewart AW. . Journal of Pediatric Endocrinology & Metabolism. 1996, 9 (5): 501–9. PMID 8961125. doi:10.1515/JPEM.1996.9.5.501.
55. ↑  Hogg-Kollars S; Al Dulaimi D; Tait K; Rostami K. . Gastroenterology and Hepatology from Bed to Bench (Review). 2014, 7 (4): 189–97. PMC 4185872 . PMID 25289132.
56. ↑  .   [2010-07-31]. （原始内容存档于2010-09-30）.
57. ↑  . WebMD.   [2017-11-01]. （原始内容存档于2021-01-08）.
58. 1 2 3  Seckold R, Fisher E, de Bock M, King BR, Smart CE. . Diabet. Med. (Review). October 2018. PMID 30362180. doi:10.1111/dme.13845. Low‐carbohydrate diets are of interest for improving glycaemic outcomes in the management of Type 1 diabetes. There is limited evidence to support their routine use in the management of Type 1 diabetes.
59. ↑  Ly, Trang T. . Current Pediatrics Reports. 2015, 3: 170–176. doi:10.1007/s40124-015-0083-y. （原始内容存档于2021-01-08）.
60. ↑  . www.diabetes.org. American Diabetes Association.   [2014-11-11]. （原始内容存档于2014-11-12）.
61. ↑  Shrivastava, Saurabh. . Journal of Diabetes & Metabolic Disorders. 2013-03-05, 12: 14. doi:10.1186/2251-6581-12-14. （原始内容存档于2016-04-12）.
62. ↑  American Diabetes Association. . American Diabetes Association. 2015. （原始内容存档于2010-04-29）.
63. ↑  Tasker, Robert. C. . Pediatric Diabetes. 2014, 15: 261–270. doi:10.1111/pedi.12153. （原始内容存档于2016-05-13）.
64. ↑  American Diabetes Association Clinical Guidelines, 2010.
65. ↑  Wright JR. . Lancet. 2002, 359 (9313): 1238–42. PMID 11955558. doi:10.1016/S0140-6736(02)08222-3.
66. ↑  .   [2017-11-12]. （原始内容存档于2017-07-28）.
67. ↑  Blauw, H; Keith-Hynes, P; Koops, R; DeVries, JH. . Annals of biomedical engineering. November 2016, 44 (11): 3158–3172. PMC 5093196 . PMID 27352278. doi:10.1007/s10439-016-1679-2.
68. ↑  Bekiari, Eleni; Kitsios, Konstantinos; Thabit, Hood; Tauschmann, Martin; Athanasiadou, Eleni; Karagiannis, Thomas; Haidich, Anna-Bettina; Hovorka, Roman; Tsapas, Apostolos. . BMJ. 2018-04-18: k1310. doi:10.1136/bmj.k1310.
69. ↑  Jennifer L. Larsen. . Edrv.endojournals.org.   [2011-11-29]. （原始内容存档于2012-07-15）.
70. 1 2  Bruni, A; Gala-Lopez, B; Pepper, AR; Abualhassan, NS; Shapiro, AJ. . Diabetes, metabolic syndrome and obesity : targets and therapy. 2014, 7: 211–23. PMID 25018643. doi:10.2147/DMSO.S50789.
71. ↑  Devaraj S, Glaser N, Griffen S, Wang-Polagruto J, Miguelino E, Jialal I. . Diabetes. March 2006, 55 (3): 774–9. PMID 16505242. doi:10.2337/diabetes.55.03.06.db05-1417.
72. ↑  Granberg V, Ejskjaer N, Peakman M, Sundkvist G. . Diabetes Care. 2005, 28 (8): 1959–64. PMID 16043739. doi:10.2337/diacare.28.8.1959.
73. ↑  Huxley, Rachel R; Peters, Sanne A E; Mishra, Gita D; Woodward, Mark. . The Lancet Diabetes & Endocrinology. February 2015, 3: 198–206. doi:10.1016/S2213-8587(14)70248-7.
74. ↑  Livingstone, SJ; Levin, D; Looker, HC; Lindsay, RS; Wild, SH; Joss, N; Leese, G; Leslie, P; McCrimmon, RJ; Metcalfe, W; McKnight, JA; Morris, AD; Pearson, DW; Petrie, JR; Philip, S; Sattar, NA; Traynor, JP; Colhoun, HM; Scottish Diabetes Research Network epidemiology, group; Scottish Renal, Registry. . JAMA. 2015-01-06, 313 (1): 37–44. PMC 4426486 . PMID 25562264. doi:10.1001/jama.2014.16425.
75. ↑  Chen, Hsin-Chui; Su, Li-Ting; Linn, Shin-Zong; Sung, Fung-Chang; Ko, Ming-Chung; Li, Chung-Yi. . Urology. January 2012, 79 (1): 86–92  [2014-11-28]. doi:10.1016/j.urology.2011.07.1431. （原始内容存档于2020-07-25）.
76. ↑  James, R; Hijaz, A. . Current urology reports. October 2014, 15 (10): 440. PMID 25118849. doi:10.1007/s11934-014-0440-3.
77. 1 2 3  McCoy, Krisha. . everyday Health. Everyday Health Media, LLC.   [2014-11-28]. （原始内容存档于2014-12-05）.
78. 1 2 3 4 5  . Diabetes.co.uk. Diabetes Digital Media Ltd.   [2014-11-28]. （原始内容存档于2014-11-09）.
79. ↑  Goswami, Sumanta; Vishwanath, Manikanta; Gangadarappa, Suma; Razdan, Rema; Inamdar, Mohammed. . Pharmacognosy Magazine. Jul–Sep 2014, 10 (39): 581  [2014-11-30]. doi:10.4103/0973-1296.139790. （原始内容存档于2021-01-08）.
80. ↑  Escobar-Morreale, Héctor F.; Roldán, Belén; Barrio, Raquel; Alonso, Milagros; Sancho, José; de la Calle, Hermenegildo; GarcÍa-Robles, Rafael. . The Journal of Clinical Endocrinology & Metabolism. November 2000, 85 (11): 4182–4187. doi:10.1210/jcem.85.11.6931.
81. ↑  Codner, Ethel; Escobar-Morreale, Héctor F. . The Journal of Clinical Endocrinology & Metabolism. April 2007, 92 (4): 1209–1216. doi:10.1210/jc.2006-2641.
82. 1 2  Aanstoot HJ, Anderson BJ, Daneman D, Danne T, Donaghue K, Kaufman F, Réa RR, Uchigata Y. . Pediatric diabetes. 8. October 2007,. Suppl 8 (s8): 1–44. PMID 17767619. doi:10.1111/j.1399-5448.2007.00326.x.
83. ↑  Soltesz G, Patterson CC, Dahlquist G. . Pediatric diabetes. 8. October 2007,. Suppl 6 (s6): 6–14. PMID 17727380. doi:10.1111/j.1399-5448.2007.00280.x.
84. 1 2   (PDF). American Diabetes Association. （原始内容 (PDF)存档于2015-04-29）.
85. ↑  Shaw, Jonathan.  (PDF). 2012. （原始内容存档 (PDF)于2016-10-07）.
86. ↑  Australian Institute of Health and Welfare. . 2015. （原始内容存档于2016-10-07）.
87. ↑  Bottazzo, GF; Florin-Christensen, A; Doniach, D. . Lancet. 1974-11-30, 2 (7892): 1279–83. PMID 4139522. doi:10.1016/s0140-6736(74)90140-8.
88. ↑  Herold, KC; Vignali, DA; Cooke, A; Bluestone, JA. . Nature reviews. Immunology. Apr 2013, 13 (4): 243–56. PMID 23524461. doi:10.1038/nri3422.
89. ↑  Johnson, Linda. . USA Today. Associated Press. 2008-11-18  [2016-06-10]. （原始内容存档于2012-07-01）.
90. ↑  .   [2021-01-21]. （原始内容存档于2013-05-11）.
91. 1 2  Minami, K; Seino, S. . Journal of diabetes investigation. 2013-03-18, 4 (2): 131–41. PMID 24843642. doi:10.1111/jdi.12062.
92. ↑  Pagliuca, FW; Millman, JR; Gürtler, M; Segel, M; Van Dervort, A; Ryu, JH; Peterson, QP; Greiner, D; Melton, DA. . Cell. 2014-10-09, 159 (2): 428–39. PMID 25303535. doi:10.1016/j.cell.2014.09.040.
93. ↑  Rezania, A; Bruin, JE; Arora, P; Rubin, A; Batushansky, I; Asadi, A; O'Dwyer, S; Quiskamp, N; Mojibian, M; Albrecht, T; Yang, YH; Johnson, JD; Kieffer, TJ. . Nature Biotechnology. November 2014, 32 (11): 1121–33. PMID 25211370. doi:10.1038/nbt.3033.
94. ↑  Fairweather D, Rose NR. . Nat. Immunol. 2002, 3 (4): 338–40. PMID 11919574. doi:10.1038/ni0402-338.
95. ↑  Petzold A; Solimena M; Knoch KP. . Curr Diab Rep (Review). 2015, 15 (10): 73. PMC 4539350 . PMID 26280364. doi:10.1007/s11892-015-0654-x. So far, none of the hypotheses accounting for virus-induced beta cell autoimmunity has been supported by stringent evidence in humans, and the involvement of several mechanisms rather than just one is also plausible.
96. ↑  Butalia S, Kaplan GG, Khokhar B, Rabi DM. . Can J Diabetes (Review). 2016-08-18, 40: 586–593. PMID 27545597. doi:10.1016/j.jcjd.2016.05.002.
97. 1 2 3  Lernmark A, Larsson HE. . Nat Rev Endocrinol. Feb 2013, 9 (2): 92–103. PMID 23296174. doi:10.1038/nrendo.2012.237.
98. 1 2  Visser J, Rozing J, Sapone A, Lammers K, Fasano A. . Ann N Y Acad Sci. 2009, 1165: 195–205. PMC 2886850 . PMID 19538307. doi:10.1111/j.1749-6632.2009.04037.x.
99. 1 2  Antvorskov, Julie C.; Josefsen, Knud; Engkilde, Kåre; Funda, David P.; Buschard, Karsten. . Diabetologia (Review). 2014-01-01, 57 (9): 1770–1780. ISSN 0012-186X. PMC 4119241 . PMID 24871322. doi:10.1007/s00125-014-3265-1.